# 壒嚢鈔
『壒嚢鈔』（あいのうしょう、「あい」は土偏に蓋）は、室町時代中期に編纂された辞典である。全7巻。勧勝寺の僧行誉の著で文安2年（1445年）または同3年（1446年）成立。鎌倉時代中後期に成立した『塵袋』（一説には同じ勧勝寺の僧である良胤の編纂といわれる）にならい、事物の起源や国字および漢字などの語源などを問答形式で解説したものである。
正保3年（1646年）には版本が刊行されており、こちらは15冊で構成されている。また、慶長年間に印刷された古活字本も東京大学に所蔵されていたという情報が『国書総目録』に残っているが現存しないという。正保本には写本と比較すると本文に誤記や脱文がいくつか目立ち、文意が明確でない部分もある。ただし現存する写本では脱けており、正保本に登場するという文も存在する。

## 影響
天文元年（1532年）には僧某（本文では釈氏某比丘）によって、改訂を施し『塵袋』の内容を加えた『塵添壒嚢鈔』20巻が編まれた。